# Mari Samuelsen
Pour les articles homonymes, voir Samuelsen.
Mari Silje Samuelsen (née le 21 décembre 1984) est une violoniste norvégienne. Elle est la sœur du violoncelliste Håkon Samuelsen, avec qui elle se produit souvent en Norvège et en Europe,,.

## Jeunesse et éducation
Samuelsen a grandi à Hamar, et a commencé à jouer du violon à trois ans dans une école de musique locale. À l'âge de quatre ans, elle est devenue une étudiante du violoniste Arve Tellefsen qui dira plus tard qu'elle et son frère sont "parmi les plus grands talents de musique à cordes en Norvège". Elle a étudié avec Tellefsen à Oslo et a joué avec lui pendant près de 10 ans.
Samuelsen a ensuite étudié au Barratt Due Institute of Music d'Oslo sous la tutelle du violoniste Stephan Barratt-Due. Dans les années 2000, elle est l'élève du professeur et violoniste russe de renommée mondiale Zakhar Bron. Elle a obtenu deux diplômes de maîtrise à l'Université des Arts de Zurich en Suisse en 2012.

## Carrière musicale
Mari Samuelsen a collaboré avec des artistes tels que Max Richter, Jeff Mills et Dubfire. Max Richter la décrit comme "une violoniste merveilleuse", doté d'une  "compréhension instinctive de ma composition et une capacité étrange à communiquer mes intentions".  En 2014, Mari et Håkon ont interprété la première mondiale du Pas de Deux, un double concerto qui est composé par James Horner,.
Samuelsen a sorti son premier album solo, Mari, le 7 juin 2019, via le label Deutsche Grammophon. L'album comprend principalement des pièces modernes et minimalistes, qu'elle interprète avec le Konzerthausorchester Berlin et le chef d'orchestre Jonathan Stockhammer. L'album inclut des œuvres de Max Richter, Johann Sebastian Bach, Brian Eno et Philip Glass, entre autres. Sa performance de la composition de Richter "November" de Memoryhouse (2002) est sortie en single avant la sortie de Mari,.